# Латышовка (Сумская область)
Латышовка (укр. Латишівка) — село,
Зиновский сельский совет,
Путивльский район,
Сумская область,
Украина.
Код КОАТУУ — 5923882806. Население по переписи 2001 года составляло 18 человек.

## Географическое положение
Село Латышовка находится на правом берегу реки Сейм,
выше по течению на расстоянии в 2 км расположено село Харевка,
ниже по течению на расстоянии в 2 км расположен город Путивль,
Рядом проходит автомобильная дорога Т-1908.

## Происхождение названия
На территории Украины 3 населённых пункта с названием Латышовка.